# Auberville-la-Manuel
 Auberville-la-Manuel  es una población y comuna francesa, en la región de Alta Normandía, departamento de Sena Marítimo, en el distrito de Dieppe y cantón de Cany-Barville.

## Demografía
| 240 | 207 | 166 | 145 | 127 | 103 |
| Para los censos de 1962 a 1999 la población legal corresponde a la población sin duplicidades (Fuente: INSEE [Consultar]) |     |     |     |     |     |